# Onthophagus virens
Onthophagus virens là một loài bọ cánh cứng trong họ Bọ hung (Scarabaeidae).